# Neue Hütte (Wimmelburg)

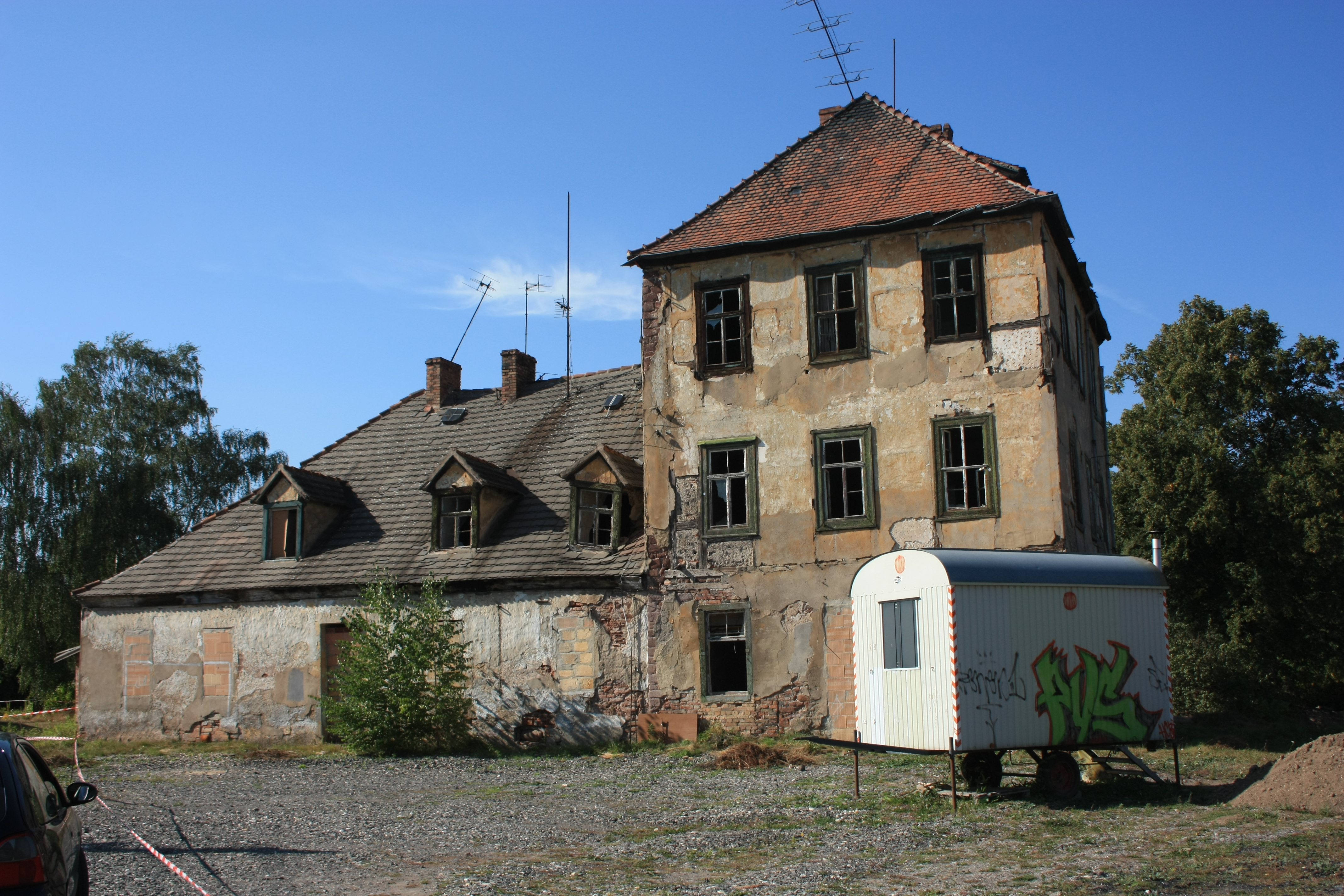
Die Neue Hütte Wimmelburg (2012)

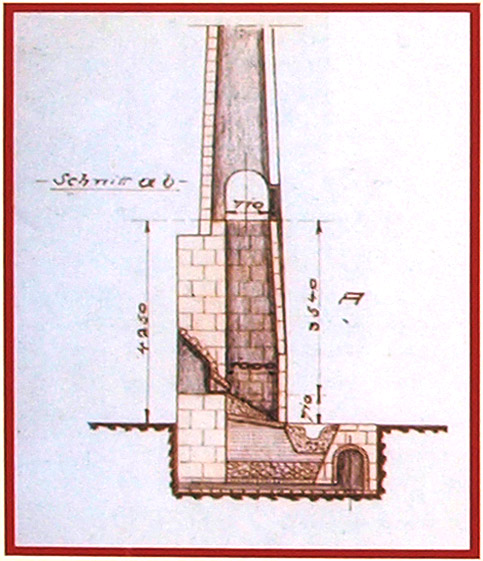
Mansfelder Hoher Ofen nach Ehrenberg (1721)

Neue Hütte war die Bezeichnung eines Gebäudekomplexes eines ehemaligen Hüttenwerks in der Straße Neue Hütte 1–6, Wimmelburg in Sachsen-Anhalt. Es ist noch in der Liste der Kulturdenkmale in Wimmelburg unter der Nummer 09404844 eingetragen. Im Januar 2021 wurde die bauliche Anlage komplett abgerissen.

## Geschichte
1786 beschlossen die Mansfeldisch-Eislebischen Gewerkschaften den Bau eines Hüttenwerkes und einer Wasserkunst im Lichtloch 64 des Froschmühlenstollens, nordwestlich der Ortslage von Wimmelburg. Sie beauftragten den Freiberger Kunstbaumeisters Johann Friedrich Mende mit der Planung und Realisierung. Bereits am 23. Dezember des Jahres wurde die Planung überreicht und im Frühjahr 1789 mit dem Bau begonnen. Dabei wurde ein vom Mansfelder Hüttenmeister Ehrenberg entwickelter und 1721 erstmals gebauter Ofentyp eingesetzt. Der Südturm des damals symmetrischen Bauwerks wurde ausschließlich für Wohnzwecke erbaut. Hier wohnten, auch über die Betriebszeit der Hütte hinaus, bevorzugt Berg- und Hüttenbeamte. Ab 1800 erfolgte zudem die Einrichtung eines Getreidemagazins zur Versorgung von Belegschaftsangehörigen.
Am 21. September 1790 wurde das erste Hüttenfeuer angeblasen. 1792 folgte die Inbetriebnahme der Wasserkunst und 1794 die Inbetriebnahme der gesamten „Neuen Hütte“.
1800 stieg jedoch Wasser im Kunstschacht Aa (= Lichtloch 64). Die tieferen Baue werden gänzlich unzugänglich. Ein Hüttenfeuer wurde kalt gelegt. Am 27. August 1801 erfolgte die Stilllegung der „Neuen Hütte“, die somit nur weniger als zehn Jahre in Betrieb war.
Die Übertageanlage wurden danach durch die Mansfelder Gewerkschaften bzw. deren Rechtsnachfolger weiter genutzt. So wurde schon 1801 die Zimmerei auf dem Beschickungsboden des Hüttengebäudes verlegt und die alte Zimmerei abgebrochen. Die ehemalige Kunstwärterstube wurde Nagelkammer. Die Schmiede verblieb im Maschinenhaus. Räume über dem Maschinenschacht wurden Holzlager. 1808 wurden ein Holzschuppen und ein neues Pulvermagazin erbaut.
1820 wurden zwei Korndarren zur Getreideröstung aufgebaut, um das Getreide durch Rösten länger lagerfähig zu machen. Ab 1863 erfolgt die Ausgabe der Rationen auch in Form von Mehl; ab den 1890er Jahren auch als Brot, das 1893 letztmalig ausgegeben wurde.
1839 wurden im Ottiliae-Schacht bei Helbra Drahtseile eingesetzt, die auf der Neuen Hütte hergestellt wurden. Bis wann diese Seilproduktion lief bzw. die Faktorei noch betrieben wurde, ist nicht bekannt. Es ist anzunehmen, dass sich ihr Fortbestand ab 1848 mit der Einrichtung einer zentralen Maschinenwerkstatt für alle Mansfeldbetriebe auf der Saigerhütte bei Hettstedt erübrigte.
Am 21. Februar 1865 genehmigte der königlich-preußische Landrat Bernhard von Kerssenbrock die „Einrichtung eines Schlafhauses für entfernt wohnende und unverheiratete Bergarbeiter auf Neue Hütte bei Wimmelburg“. Hierzu wurde durch den damaligen Oberberg- und Hüttendirektor Ernst Leuschner ein Wohngebäude errichtet, das erstmals auf einem Riss von 1864 dargestellt ist. Erster Hausmeister war Fährsteiger Timme.
Ab 1915 wurden nach Schließung des Getreidemagazins und zweckentsprechenden Umbauten die verbliebenen Gebäude ausschließlich zu Wohnzwecken genutzt. So wohnten in den 20er und 30er Jahren des 20. Jahrhunderts mehr als 17 Familien mit zeitweise über 65 Kindern. Hierfür standen ein Wasserdrücker, zwei Waschhäuser und zwei Batterien mit jeweils sechs „Plumpsklos“ zur Verfügung. Viele Bewohner waren miteinander verwandt oder befreundet, so entwickelte sich feste Gemeinschaft, die sich als „Kunstbrüder“ bezeichneten. Nach dem II. Weltkrieg fanden viele „Umsiedler“ hier ein neues Zuhause. Nach und nach verließen viele Bewohner die nicht mehr zeitgemäßen Wohnverhältnisse. Eine Sanierung fand nicht statt, die Gebäude waren dem Zerfall preisgegeben. Bereits um 1985 wurde der Südturm wegen Baufälligkeit gesperrt und die dortigen Wohnungen beräumt. Nur noch ein Bewohner nutzte nach 1990 bis kurz vor dem Abriss die Räume zu Wohnzwecken. 
1990 gehörte der Komplex immer noch den Nachfolgeunternehmen der Mansfeldisch-Eislebischen Gewerkschaften. Erhalten waren das komplette Hüttengewölbe, die Ofenrückwände, die Ofenfundamente, eine Ofenseitenwand, eine Winddüse und die kompletten Luftkanäle unterhalb der Ofensohle. Die Gebäude wurden noch zum Teil bewohnt. Der Kultur- und Heimatverein Wimmelburg e.V. setzte sich besonders für die Erhaltung ein und errichtete dort eine Informationstafel „Wasserkunst und Neue Hütte“. Die Gemeinde Wimmelburg erwarb den Gebäudekomplex. Als einziger Hüttenstandort im Mansfelder Revier, auf dem noch Teile des von Ehrenberg entwickelten Ofentypes vorhanden sind, wurde die Anlage unter Denkmalschutz gestellt. Dennoch bemühte sich schon vor 2020 die Gemeinde um den Abbruch der Gebäude.
Ende Juli 2020 erteilte das Landesverwaltungsamt Sachsen-Anhalt die Genehmigung zum Abbruch des Gebäudekomplexes. Die Abrissmaßnahmen sollten überwiegend durch Mittel des Europäischen Fonds für regionale Entwicklung finanziert werden. Kurz nach Bekanntgabe der Pläne kündigte die Volkssolidarität Saale-Kyffhäuser e.V. beim Bürgermeister Andreas Zinke und dem Bundestagsabgeordneten Torsten Schweiger noch im August 2020 ein Kauf- und Sanierungsinteresse an. Sie ließ eine denkmalgerechte Sanierungskonzeption erstellen, holte von der Staatskanzlei Sachsen-Anhalt Förderzusagen von drei Millionen € ein, unternahm am 6. November 2020 mit dem Bürgermeister, anderen Gemeindevertretern und Mitarbeitern eine gemeinsame Begehung und unterbreitete der Gemeinde, wie zuvor mit ihr vereinbart, am 17. November 2020 fristgerecht ein konkretes Kaufangebot.
Am 12. Januar 2021 berichtete der MDR, dass der Abbruch der Gebäude begonnen habe. Am 19. Januar 2021 kam zu einer örtlichen Demonstration gegen den Abbruch und Diskussionen mit Wissenschaftlern, Gemeinderäten und Anwohnern, die von der lokalen Fernsehsendergesellschaft PUNKTum übertragen wurden. Danach warb die Gemeinde jedoch weiter bis zum 24. Januar 2021 auf ihrer Website für das Denkmal mit den Worten: „Zeugnis der Geschichte liefern die noch vorhandenen Reste der Neuen Hütte, an welcher ein Weg in den idyllisch liegenden Goldgrund vorbei führt.“